# Mercedes-Benz W 144
Der Mercedes-Benz W 144, genannt Typ 130 VB, war der Prototyp eines Wagens der unteren Mittelklasse mit Frontantrieb, den die Daimler-Benz AG 1936–1937 baute. Hans Gustav Röhr, seit 1934 Nachfolger des verstorbenen technischen Direktors Hans Nibel und vorher bei den Adlerwerken tätig, hatte den Wagen nach dem Baumuster des Adler Trumpf entworfen.
Das Fahrzeug der Kompaktklasse mit 2700 mm Radstand war als zweitürige Limousine vorgesehen. Allerdings existiert auch ein Foto einer viertürigen Limousine, bei der die vorderen Türen vorne und die hinteren Türen hinten angeschlagen waren. 18 Versuchswagen wurden gebaut. Sie besaßen einen seitengesteuerten Vierzylinder-Boxermotor mit quadratischem Bohrungs-/Hubverhältnis (74 mm × 74 mm), was einen Hubraum von 1272 cm³ ergab. Der Motor entwickelte 35 PS (26 kW) bei 4300/min. und trieb über ein Vierganggetriebe mit Schnellgang (1:0,765) und Lenkradschaltung die Vorderräder an, die an Querlenkern und Federstäben aufgehängt waren. Die Hinterachse war als Pendelachse ausgebildet und hing an halbelliptischen Blattfedern und Federstäben. Alle 4 Räder waren hydraulisch gebremst. Die Höchstgeschwindigkeit des Fahrzeugs betrug 100 km/h.
Im August 1937 verstarb Röhr an einer Lungenentzündung. Alle Entwicklungen (mit Ausnahme der des Typs 400 V) wurden sofort eingestellt und alle Versuchswagen verschrottet. So stellten seine firmeninternen Gegner sicher, dass sein Wirken keine bleibenden Spuren bei der Daimler-Benz AG hinterließ. Röhrs Mitarbeiter, Oberingenieur Dauben, blieb noch 20 Jahre bei der Firma.